# Pororoca
Pororoca este un film românesc din 2017 regizat de Constantin C. Popescu. Rolurile principale au fost interpretate de actorii Bogdan Dumitrache, Iulia Lumânare.

## Distribuție
Distribuția filmului este alcătuită din:
- Adela Mărghidan — Maria
- Ștefan Răuș — Ilie
- Mircea Gheorghiu
- Iulia Lumânare — Cristina
- Elvira Deatcu
- Angel Popescu
- Bogdan Dumitrache — Tudor
- Adina Lucaciu
- Alice Cora Mihalache — Fata din autobuz
- Dragoș Olaru
- Emanuel Pârvu
- Izabela Neamțu
- Constantin Dogioiu — Pricop
- Ioana Flora